# Новоєлизаветівка (Березівський район)
Новоєлизаве́тівка — село Знам'янської сільської громади, Березівський район, Одеська область в Україні. Населення становить 1501 особа.

## Історія
Станом на 1886 рік у селі Єлизаветівка Петровірівської волості Тираспольського повіту Херсонської губернії, мешкало 322 особи, налічувалось 71 дворове господарство, існували станова квартира 2-го стану, молитовний будинок, школа та земська станція.

## Населення
Згідно з переписом УРСР 1989 року чисельність наявного населення села становила 379 осіб, з яких 171 чоловік та 208 жінок.
За переписом населення України 2001 року в селі мешкали 372 особи.

### Мова
Розподіл населення за рідною мовою за даними перепису 2001 року:
| Мова       | Відсоток |
| ---------- | -------- |
| українська | 99,73 %  |
| російська  | 0,27 %   |

## Постаті
- Юсипів Іван Романович (1993—2015) — старший солдат Збройних сил України, учасник російсько-української війни.